# Drowning in a Sea of Love
Drowning in a Sea of Love (укр. «Тонути в морі любові») — дебютний альбом англійського продюсера електронної музики Натана Фейка, випущений 20 березня 2006 року на лейблі Border Community.

## Список композицій
| #     | Назва              | Тривалість |
| ----- | ------------------ | ---------- |
| 1.    | «Stops»            | 4:35       |
| 2.    | «Grandfathered»    | 3:16       |
| 3.    | «Charlie's House»  | 5:29       |
| 4.    | «Bumblechord»      | 3:10       |
| 5.    | «Superpositions»   | 2:31       |
| 6.    | «Bawsey»           | 0:59       |
| 7.    | «The Sky Was Pink» | 4:51       |
| 8.    | «You Are Here»     | 4:26       |
| 9.    | «Falmer»           | 1:46       |
| 10.   | «Long Sunny»       | 5:20       |
| 11.   | «Fell»             | 5:49       |
| 42:12 |                    |            |

## Персоналії
- Натан Фейк — автор музики, продюсування, дизайн
- Джеймс Холден — дизайн
- Джемма Шеппард — дизайн
- Шейн МакЕнхілл — мастерінг
- Вінсент Олівер — гітара (10)